# Liliana
Liliana, Lilianna – imię żeńskie pochodzenia łacińskiego. Wywodzi się od słowa „lilia”.
Liliana, Lilianna imieniny obchodzi 14 lutego i 4 września.

## W innych językach
- łacina − Liliana
- ang. − Lillian, Lilyan, Lily, Liliane
- niem. − Lilli, Lili
- fr. − Lilian
- hiszp. − Liliana
- ros. − Лилиана
- wł. − Liliana
- Lilijana, Ljiljana (połud.-słow.)

## Osoby noszące imię Liliana
- Liliana Bardijewska − autorka książek dla dzieci
- Liliana Cavani – włoska reżyserka i senarzystka filmowa
- Liliana Fabisińska – pisarka
- Liliana Komorowska – aktorka
- Liliana Leszner – szachistka
- Liliana Urbańska – piosenkarka
- Liliana Zagacka – lekkoatletka